# Hall & Oates

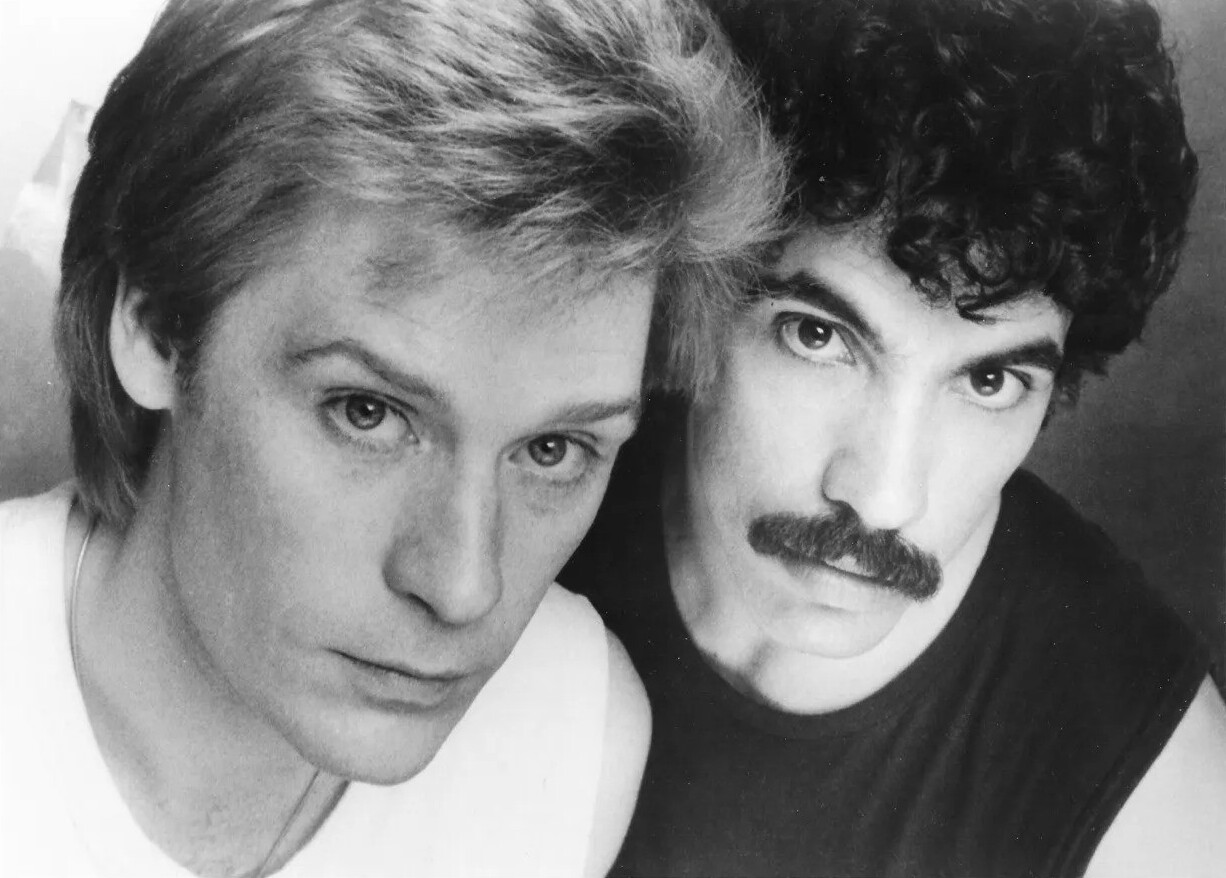
1980

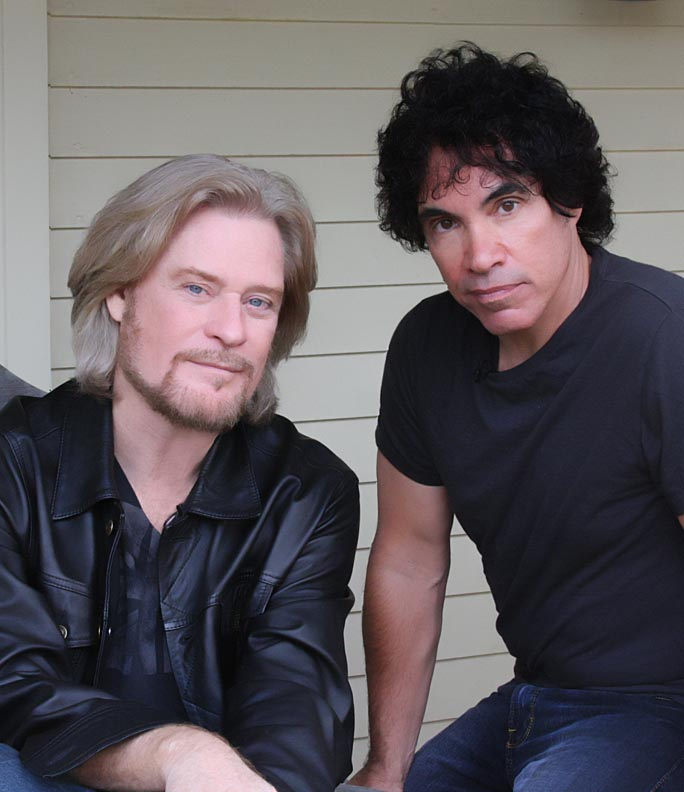
2008

Hall & Oates is een Amerikaans muziekduo bestaande uit Daryl Hall (11 oktober 1946) en John Oates (7 april 1948), afkomstig uit Philadelphia. Ze waren het populairst in de jaren 70 en 80, toen ze zes nummer 1-hits scoorden in de Billboard Hot 100. Enkele van hun bekendste nummers zijn Maneater, Adult Education, I Can't Go for That (No Can Do) en Rich Girl.

## Biografie

### Succesperiode
Hall & Oates kwamen elkaar in 1967 tegen in Philadelphia tijdens een bandwedstrijd; ze bleken aan dezelfde universiteit te studeren en in dezelfde muziek geïnteresseerd. Hun samenwerking ging officieel drie jaar later van start nadat Oates terugkeerde van een langdurig verblijf in Europa. 
In 1972 werd hun eerste album uitgebracht. Het succes kwam pas, nadat ze in 1975 naar een andere platenmaatschappij overstapten. De meeste van hun hits zijn gezongen door Daryl Hall, die zich vanaf zijn vroegste jeugd op zang had geconcentreerd en ook keyboards en gitaar speelde. Het vocale solo-aandeel van John Oates was bescheidener, maar karakteristiek, evenals zijn gitaarspel. Prominente leden van hun vaste begeleidingsband in hun succesvolste periode (1980-1985) waren G.E. Smith (leadgitaar), Tom 'T-Bone' Wolk (basgitaar), Charlie DeChant (saxofoon en keyboards, ook in 2021 nog lid van de Hall & Oates-band) en Mickey Curry (drums).
In 1985 speelden ze op de benefietconcerten voor Farm Aid en Live Aid. Bij laatstgenoemd concert traden ze op met Eddie Kendricks en David Ruffin en leende Mick Jagger hun begeleidingsband (inclusief Daryl Hall zelf op keyboards) voor zijn solo-optreden, omdat hij toen ruzie had met Keith Richards, de gitarist van de Rolling Stones. Eind dat jaar maakten Hall en Oates deel uit van de gelegenheidsformatie Artists United Against Apartheid. 

### Na 1985
Daarna besloten ze na tien jaar van hectische seizoenen enige tijd rust te nemen om nieuwe songs te schrijven. Leadgitarist G.E. Smith verliet de band en ging werken voor Saturday Night Live en Bob Dylan. Doordat Hall & Oates voorlopig niet meer op de grote podia verschenen liep het commerciële succes wat terug. Ze waren voornamelijk bezig met solo-activiteiten, maar bleven nieuw plaatwerk uitbrengen.
In de 21e eeuw richtte Daryl Hall in zijn huis in Pawling in Dutchess County, N.Y. een eigen concertruimte en studio in, Daryl's House Club. Van daaruit maakt hij met zijn eigen band en vele gastmusici tv-uitzendingen onder de naam Live from Daryl's House. 
In 2015 brachten Hall & Oates een dvd uit van het concert dat ze een jaar eerder in Dublin gaven; ook hadden ze een cameo in de film Pixels. 
In 2016 ontvingen ze een ster op de Hollywood Walk of Fame.
In april 2018 brachten Hall & Oates een single uit met de band Train. In 2019 maakte het duo een tournee door Europa waarbij ook het North Sea Jazz Festival werd aangedaan.
Plannen voor een nieuw album werden door de coronapandemie afgeblazen; "we willen niks uitbrengen wat niet relevant is", verklaarde Hall in 2021.
Op 17 april 2023 maakte toetsenist Elliot Lewis bekend dat hij de band ging verlaten om zich op zijn solocarrière te richten. Zijn opvolger werd Greg Mayo, wiens vader Bob Mayo in de jaren negentig lid was geweest van de band van Hall & Oates.

### Breuk
In november 2023 kwam een heftig meningsverschil naar buiten over de uitvoeringsrechten van de songs van het duo. Daryl Hall daagde John Oates voor de rechter. Het conflict was niet alleen zakelijk, want er werd ook een contactverbod aangevraagd en toegewezen. Hall noemde het "ultiem verraad" dat Oates zijn deel van de rechten van hun liedjes wilde verkopen aan muziekuitgever Primary Wave. Hij was fel gekant tegen verkoop van rechten zoals andere artiesten (Dylan, Springsteen, McCartney) dat gedaan hadden. Oates noemde Halls aanval 
"haatzaaiend, bizar en incorrect". Hij bracht ertegen in dat Hall zelf altijd beider aandeel in hun creatieve werk gescheiden had willen houden, en dat het voor hemzelf tijd werd om beslissingen te nemen die ten goede kwamen "aan mijzelf, mijn gezin en mijn artistieke toekomst". De rechter in Nashville bepaalde begin december 2023 dat John Oates zijn rechten niet mocht verkopen voordat een onafhankelijke arbiter de zaak had beoordeeld.
Door dit conflict kwam een einde aan een samenwerking van meer dan een halve eeuw. In een interview met Rolling Stone in april 2024 gaf John Oates te kennen dat hij niet verwachtte dat hij ooit nog met Daryl Hall zou optreden. Ook had hij de oude hits van het duo achter zich gelaten. Het interview maakte ook duidelijk dat het gebrek aan vertrouwen tussen de twee al langer speelde.

## Covers
Verschillende nummers van Hall & Oates zijn door andere artiesten opgenomen en een hit geworden. 
- Paul Young scoorde in 1985 een hit met zijn versie van Everytime You Go Away.
- Lou Rawls en Tavares namen afzonderlijk She's Gone op.
- Zowel De La Soul als Simply Red en The xx sampleden I Can't Go for That (No Can Do) voor hun respectievelijke hits Say No Go (melodie) en Sunrise (melodie en brug).[6]

Omgekeerd hebben Hall & Oates ook covers opgenomen: 
- Starting All Over Again van soulzangers Mel & Tim.
- I'll Be Around van The Spinners.
- I Can Dream About You als postuum eerbetoon aan Dan Hartman die het oorspronkelijk voor hen had geschreven.
- You've Lost That Lovin' Feelin' van The Righteous Brothers

## Discografie

### Albums
- Whole Oates (1972)
- Abandoned Luncheonette (1973)
- War Babies (1974)
- Daryl Hall & John Oates (1975), bekend als The Silver Album
- Bigger Than Both Of Us (1976)
- Past Time Behind (1976)[7]
- Beauty On A Back Street (1977)
- Lifetime (1978)
- Along The Red Ledge (1978)
- X-Static (1979)
- Voices (1980)
- Private Eyes (1981)
- H2O (1982)
- Rock ’n Roll Soul Part 1 (1983)
- Big Bam Boom (1984)
- Live At The Apollo (1985)
- Ooh Yeah! (1988)
- Change Of Season (1990)
- The Best Of Hall & Oates – Looking Back (1991)
- Marigold Sky (1997)
- VH1 Behind The Music (2002)
- Do It For Love (2003)
- Our Kind Of Soul (2004)
- Home For Christmas (2006)
- The Philadelphia Years - The Definitive Collection Of 1968-1971 Hall & Oates Recordings (2006)
- Live at the Troubadour (2008)

### Singles
| Single met eventuele hitnotering(en) in de Nederlandse Top 40 | Datum van verschijnen | Datum van binnenkomst | Hoogste positie | Aantal weken | Opmerkingen                      |
| ------------------------------------------------------------- | --------------------- | --------------------- | --------------- | ------------ | -------------------------------- |
| Rich Girl                                                     | 1977                  | 5-3-1977              | 18              | 6            |                                  |
| Kiss on My List                                               | 1981                  | 3-1-1981              | tip10           | 4            |                                  |
| You Make My Dreams                                            | 1981                  | 1-8-1981              | tip16           | 2            |                                  |
| Private Eyes                                                  | 1981                  | 5-9-1981              | tip11           | 3            |                                  |
| I Can't Go for That (No Can Do)                               | 1982                  | 13-2-1982             | 16              | 5            |                                  |
| Did It in a Minute                                            | 1982                  | 24-4-1982             | tip18           | 2            |                                  |
| Maneater                                                      | 1982                  | 13-11-1982            | 17              | 6            |                                  |
| Adult Education                                               | 1984                  | 17-3-1984             | 4               | 9            | Veronica Alarmschijf Hilversum 3 |
| Out of Touch                                                  | 1984                  | 24-11-1984            | 33              | 3            |                                  |
| Everything Your Heart Desires                                 | 1988                  | 30-4-1988             | tip3            | 4            |                                  |

| Single met hitnotering(en) in de Vlaamse Ultratop 50 | Datum van verschijnen | Datum van binnenkomst | Hoogste positie | Aantal weken | Opmerkingen |
| ---------------------------------------------------- | --------------------- | --------------------- | --------------- | ------------ | ----------- |
| Kiss on My List                                      | 1981                  | 7-3-1981              | 40              | 2            |             |
| Private Eyes                                         | 1981                  | 17-10-1981            | 38              | 3            |             |
| I Can't Go for That (No Can Do)                      | 1982                  | 23-1-1982             | 15              | 9            |             |
| Maneater (Hall & Oates)                              | 1982                  | 27-11-1982            | 8               | 9            |             |
| Adult Education                                      | 1984                  | 31-3-1984             | 9               | 7            |             |
| Out of Touch                                         | 1984                  | 27-10-1984            | 18              | 9            |             |

### NPO Radio 2 Top 2000
| Nummers met noteringen in de NPO Radio 2 Top 2000 | '99  | '00  | '01  | '02  | '03  | '04  | '05-'19 | '20  | '21-'23 | '24  |
| ------------------------------------------------- | ---- | ---- | ---- | ---- | ---- | ---- | ------- | ---- | ------- | ---- |
| I Can't Go for That (No Can Do)                   | -    | -    | -    | -    | -    | -    | -       | 1945 | -       | -    |
| Kiss on My List                                   | 1614 | -    | -    | -    | -    | -    | -       | -    | -       | -    |
| Maneater                                          | -    | 1450 | 1383 | 1664 | 1785 | 1936 | -       | 1951 | -       | 1486 |
| Rich Girl                                         | 1668 | -    | -    | 444  | -    | -    | -       | -    | -       | -    |

1. ↑  Een '-' betekent dat het nummer niet was genoteerd en een vetgedrukt getal geeft de hoogste notering van een nummer aan.

### Dvd's
| Dvd's met hitnoteringen in de Nederlandse Music Top 30 | Datum van verschijnen | Datum van binnenkomst | Hoogste positie | Aantal weken | Opmerkingen                 |
| ------------------------------------------------------ | --------------------- | --------------------- | --------------- | ------------ | --------------------------- |
| Live in Dublin                                         | 2015                  | 04-04-2015            | 18              | 6            | als Daryl Hall & John Oates |

## Leden van de band van Hall & Oates
Tijdlijn

## Over Hall & Oates
- Fissinger, Laura, Hall & Oates (Mankato: Creative Education, 1983).
- Gooch, Brad, Hall & Oates: Their Lives and Their Music (Ballantine Books, 1985).
- Oates, John, Change of Seasons: A Memoir (New York: St. Martin's Press, 2017).
- Tosches, Nick, Dangerous Dances: The Authorized Biography (New York: St. Martin's Press, 1984).

### Trivia
- De Britse band IDLES bracht een nummer getiteld Hall & Oates uit op hun album Tangk uit 2024.
- Het zangduo Garfunkel and Oates is deels naar Hall & Oates genoemd.